# Comuna de Bytom Odrzański
Bytom Odrzański (polaco: Gmina Bytom Odrzański) é uma gminy (comuna) na Polónia, na voivodia da Lubúsquia e no condado de Nowosolski. A sede do condado é a cidade de Bytom Odrzański.
De acordo com os censos de 2004, a comuna tem 5361 habitantes, com uma densidade 102,3 hab/km².

## Área
Estende-se por uma área de 52,41 km², incluindo:
- área agricola: 56%
- área florestal: 32%

## Demografia
Dados de 30 de Junho 2004:
|                      | Total   | Total | Mulheres | Mulheres | Homens  | Homens |
| -------------------- | ------- | ----- | -------- | -------- | ------- | ------ |
|                      | pessoas | %     | pessoas  | %        | pessoas | %      |
| População            | 5361    | 100   | 2730     | 50,9     | 2631    | 49,1   |
| Densidade (pop./km²) | 102,3   | 100   | 52,1     | 52,1     | 50,2    | 50,2   |

De acordo com dados de 2002, o rendimento médio per capita ascendia a 1321,8 zł.

## Comunas vizinhas
- Niegosławice, Nowa Sól, Nowe Miasteczko, Siedlisko, Żukowice